# 요네야마 다이스케
요네야마 다이스케(일본어: 米山 大輔, 1982년 6월 10일 ~ )는 일본의 전 축구 선수이다.

## 구단 경력
과거 세레소 오사카, 사간 도스, 로소 구마모토, 츠바이겐 가나자와에서 활동하였다.